# Danny Kaye
David Daniel Kaminsky, mais conhecido como Danny Kaye (Nova Iorque, 18 de janeiro de 1911 - Los Angeles, 3 de março de 1987) foi um ator, cantor, comediante, dançarino e músico estadunidense.
Seus filmes eram populares, especialmente suas performances de canções de bastidores e favoritos como "Inchworm" e "The Ugly Duckling". Ele foi o primeiro embaixador-geral do UNICEF em 1954 e recebeu a Legião de Honra em 1986 por seus anos de trabalho com a organização.

## Biografia
Filho de um alfaiate de origem ucraniana-judia, iniciou sua carreira artística no circuito judeu de hotéis de férias, nas proximidades de Nova Iorque.
Em 1941 se casou com a pianista e compositora Sylvia Fine, autora das primeiras canções e esquetes que o tornaram famoso como humorista na Broadway.
Estreou em Hollywood em 1944 no filme " Sonhando de Olhos Abertos". Por mais de uma década foi considerado um dos melhores comediantes do cinema americano.
Danny Kaye morreu vítima de hepatite e de uma hemorragia intestinal.